# Shagor
Shagor (em hebraico:  שגור; em árabe: الشاغور, ash-Shaghur) é uma cidade israelo-árabe no distrito Norte de Israel localizado a leste da cidade costeira de Acre. Formou-se em 2003 a partir de três conselhos locais árabes - Majd al-Krum, Deir al-Asad e Bi'ina. Foi declarada como cidade em 2005. É a terceira maior localidade árabe do distrito Norte depois de Nazaré e Shefa-'Amr, com 29.900 habitantes.